# René Mantke
René Mantke ist ein deutscher Arzt und Hochschullehrer. Er ist seit 2003 Chefarzt der Klinik für Allgemein- und Viszeralchirurgie des Städtischen Klinikums Brandenburg beziehungsweise des Universitätsklinikums Brandenburg an der Havel, und seit dem 28. Oktober 2014 der erste Prodekan für Forschung und Wissenschaft der an diesem Tag neu gegründeten Medizinischen Hochschule Brandenburg.

## Leben
René Mantke studierte von 1986 bis 1992 an der Medizinischen Fakultät der Otto-von-Guericke-Universität Magdeburg Humanmedizin. Im Anschluss arbeitete er bis 1998 als Assistenzarzt an der Klinik für Allgemein-, Viszeral- und Gefäßchirurgie der Universität unter dem Chefarzt Hans Lippert, wo er 1994 zum Dr. med. promovierte. 1998 schloss er seine Weiterbildung zum Facharzt für Chirurgie ab und blieb an der Universitätsklinik Magdeburg. 2001 erfolgte die Subspezialisierung zum Viszeralchirurgen. Ein Jahr später, 2002 habilitierte Mantke und 2003 wurde er, mittlerweile Oberarzt unter Professor Lippert, Chefarzt der Klinik für Allgemein- und Viszeralchirurgie des Städtischen Klinikums Brandenburg. Im Jahr 2010 erfolgte die Ernennung zum außerplanmäßigen Professor im Fachgebiet der Chirurgie der Otto-von-Guericke-Universität. Am 28. Oktober 2014 wurde René Mantke am Tag der Gründung als einer der Initiatoren der Medizinischen Hochschule Brandenburg zum Prodekan für Forschung und Wissenschaft ernannt und ist an der Seite des Dekans Dieter Nürnberg und des Prodekans Wilfried Pommerien Teil der dreiköpfigen Hochschulleitung.

## Akademische Abschlüsse
- 1992 Staatsexamen im Fach Humanmedizin, Otto-von-Guericke-Universität Magdeburg
- 1994 Promotion zum Dr. med., Otto-von-Guericke-Universität Magdeburg (Titel der Dissertation: Die traumatische Luxation der großen Gelenke der unteren Extremität – Ätiologie, Therapie und Spätergebnisse)
- 2002 Habilitation zum Dr. med. habil., Otto-von-Guericke-Universität Magdeburg (Titel der Habilitationsarbeit: Die isolierte extrakorporale Perfusion des Rattenpankreas – experimentelle Untersuchungen zur Pathophysiologie der akuten Pankreatitis unter besonderer Berücksichtigung der Rolle des oxidativen Stresses)[2]

## Schriften (Auswahl)
- als Herausgeber und Autor mit Ulrich Peitz: Sonographie für Chirurgen. Thieme, Stuttgart u. a. 2001, ISBN 3-13-124591-3 (In englischer Sprache: Surgical Ultrasound. An Interdisciplinary Approach for Surgeons, Internists, and Ultrasound Technicians. Thieme, Stuttgart u. a. 2006, ISBN 3-13-131871-6).
- als Herausgeber und Autor mit Hans Lippert, Markus W. Büchler, Michael G. Sarr: International Practices in Pancreatic Surgery. Springer, Berlin u. a. 2013, ISBN 978-3-540-74505-1.